# ロックフォード・フォズゲート
ロックフォード・フォズゲート（Rockford Fosgate ）は、アメリカ合衆国アリゾナ州テンピに本拠地を置く音響機器メーカーである。
創業は1973年で、ジム・フォズゲートによって行われた。アメリカのアリゾナ州の自分の家のガレージで働いていた創立者ジム・フォズゲートは、一つの不満があった。
カーオーディオシステムは家の中のリスニングルームと全く違った環境の為、迫力のあるサウンドを再現する事が非常に難しくつまらないものだった。その為カーオーディオの開発を始める。
カーオーディオの製造会社としては老舗である。

## 概要
同社の主力製品はパワーアンプ、サブウーファー、スピーカーで、他にもイコライザー、DSP（シグナルプロセッサー）を提供している。
アクセサリーで電源ケーブル、ブロックヒューズ、RCAケーブル、キャパシターなども扱っている。
過去には車載用CDプレーヤー、車載用DVDプレーヤーなど販売していた。
多くの製品に共通している特徴は非常にパンチの効いたメリハリの強い音作りである。
そのため同社の製品は特に音圧系カスタムカーやショーカーなどに用いられる傾向がある。
同社製品は日本においては「イース・コーポレーション」によって取り扱われている。
なお、姉妹ブランドに同社製品の廉価版としての位置付けである「ライトニング・オーディオ」が存在していたが、
平成28年12月、ライトニング・オーディオブランドの終息（生産終了）を表明。
令和元年6月9日　東京のお台場にて初のファンイベント『ロックフォードフェスティバル』が開催される

## 主な製品
- PRIME

同社の廉価ブランド。コストパフォーマンスが高い。
- PUNCH

同社の主力ブランド。普及品としての位置付けであり、アンプやサブウーファーが主である。その名の通りメリハリの利いた音質の製品が多い。
- POWER

同社の上位ブランド。PUNCHよりもややハイファイ志向である。

## 純正システムへの採用
近年ではロックフォード製カーオーディオが純正採用される例が増えてきている。
海外ではサリーンや日産・セントラ、日産・フロンティア（スズキ・イクエーター）、スズキ・キザシ等の他、
日本では三菱アウトランダー、パジェロ、デリカD:5、RVR、アウトランダー、ギャランフォルティス、ランサーエボリューション、エクリプスではオプションにおいて採用されるなどしている。

## 略歴
- 1973年 - 創業。自動車用イコライザー「Punch EQ circa」を発売
- 1976年 - 初のMOSFET搭載アンプを発売
- 1979年 - 初の車載用サラウンド・プロセッサーを発売
- 1984年 - 初代「PUNCH」サブウーファーを発売
- 1985年 - 22本のスピーカーを同時駆動可能なアンプ「Punch45」を発売
- 1985年 - 世界初の車載用15インチサブウーファーを発売
- 1986年 - 18インチ（46cm） サブウーファーの誕生
- 1990年 - 世界初のコンピュータ搭載シグナルプロセッサー「SYMMETRY」（シンメトリー）を発売
- 1992年 - 増資を行い開発部門を強化。DSM技術の開発
- 1996年 - ヘッドユニット部門に参入、「RFX8102」「RFX8103」発売、同時に専用CDチェンジャー「RFX8601」発売
- 1997年 - ドルビー・プロロジックIIデコーダー発売
- 1997年 - 「RFQ5000」 サラウンドプロセッサー発売
- 2000年 - 初の車載用MP3対応プレイヤー「RFXMP3」を発売。クラスbdの特許を取得
- 2001年 - MP3チェンジャー MP3対応ヘッドユニット
- 2003年 - ジム・フォズゲート 「エミー賞」を受賞
- 2006年 - 「T15KW」 ハイブリッドパワーアンプを発売
- 2007年 - DTMテクノロジーを POWERシリーズに採用
- 2007年 - ベンチュリ効果 サブウーファー誕生
- 2007年 - MEHSA3をPOWER PUNCHシリーズアンプに採用
- 2010年 - POWERシリーズアンプにコンスタントパワー テクノロジーを採用

## イメージガール
日本のRockford Fosgateイメージガールとして2001年に発足。歴代のRockfordイメージガールは次の通り。
| 代 | 年度            | イメージガール         |
| -- | --------------- | ---------------------- |
| 1  | 2001年 - 2002年 | 榎木らん               |
| 2  | 2003年          | 相沢沙頼               |
| 3  | 2004年          | 西中理絵               |
| 4  | 2005年          | 黒沢琴美               |
| 5  | 2006年          | 藍原ももよ（清宮百代） |
| 6  | 2007年          | 中川知映               |
| 7  | 2008年          | 深月エミ               |
| 8  | 2009年          | 木村亜梨沙             |
| 9  | 2010年          | 成島桃香               |
| 10 | 2011年          | 山岡実乃里             |
| 11 | 2012年          | 加藤紗里               |
| 12 | 2013年          | 小田原れみ             |
| 13 | 2014年          | 岬ゆうか               |
| 14 | 2015年          | 豊嶋咲樹               |
| 15 | 2016年          | 双月奈那               |
| 16 | 2017年          | 朝比奈沙樹             |
| 17 | 2018年          | 岸谷知果               |
| 18 | 2019年          | 杉本夏陽               |